# Chelse Swain
Chelse Elizabeth Ashley Swain (Malibù, 25 maggio 1983) è un'attrice statunitense.

## Biografia
Ha due sorelle: Dominique (anch'essa attrice) e Alexis. Ha debuttato al cinema nel 1999, nella parte di Bonnie, una delle cinque sorelle Lisbon in Il giardino delle vergini suicide.